# Tambuco

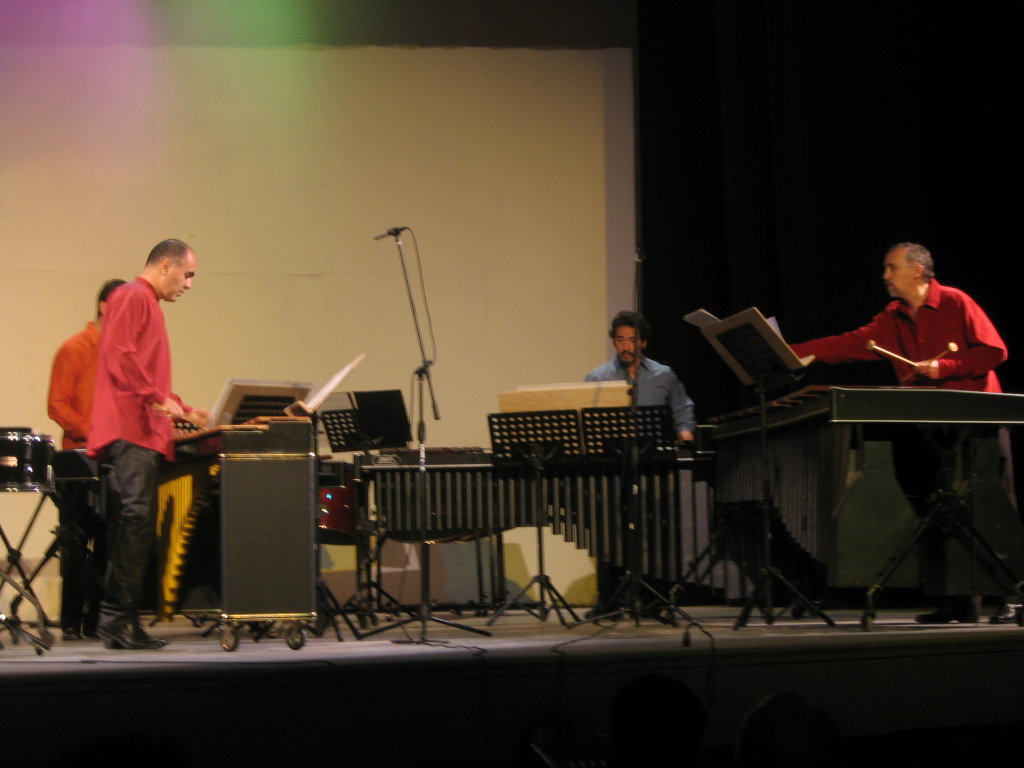
Tambuco tijdens een concert in 2013

Tambuco is een modern-klassieke Mexicaanse slagwerkgroep. Het repertoire van Tambuco varieert van percussiemuziek tot een groot oeuvre aan wereldmuziek en avant-gardemuziek.
De groep is opgericht in 1993 en bestaat uit vier slagwerkers: Ricardo Gallardo, Alfredo Bringas, Raúl Tudón and Miguel González. De naam van de groep is gebaseerd op het stuk "Tambuco" voor slagwerkensemble, gecomponeerd door Carlos Chávez.
Tambuco heeft opgetreden op drie continenten en heeft samengewerkt met componisten als Keiko Abe, Glen Vélez, Michael Nyman, Stewart Copeland, Valerie Naranjo, Robert Van Sice, Celso Machado, Enrique Diemecke en Eduardo Mata.
Op de soundtrack van de James Bondfilm Spectre is Tambuco in de openingstrack te horen met het nummer "Los Muertos Vivos Estan".

## Discografie
- Ritmicas (1997)
- William Kraft: Encounters (2009) i.s.m. Southwest Chamber Music
- Kailash (2012) i.s.m. Mario Lavista en Carmen Thierry
- Endekaleidos (2015)